# Ema (film 2019)
Ema è un film del 2019 diretto da Pablo Larraín.

## Trama
Valparaíso. Ema, una giovane ballerina, divorzia da Gastón, il direttore della compagnia per cui si esibisce, incapace di superare il senso di colpa verso Polo, il bambino che avevano adottato per sopperire alla sterilità di Gastón e che hanno poi riportato in orfanotrofio in seguito a una tragedia causata dalla piromania del piccolo.

## Promozione
Il trailer del film è stato diffuso il 30 agosto 2019.

## Distribuzione
Il film è stato presentato in anteprima il 31 agosto 2019 in concorso alla 76ª Mostra internazionale d'arte cinematografica di Venezia.
È stato distribuito nelle sale cinematografiche italiane da Movies Inspired.

## Riconoscimenti
- 2019 - Mostra internazionale d'arte cinematografica[5]
  - Premio Arca CinemaGiovani al miglior film
  - Premio UNIMED
  - In competizione per il Leone d'oro al miglior film
  - In competizione per il Queer Lion